# Gorky Park
Gorky Park (El parque Gorki en español) es una película estadounidense de los géneros drama y suspenso. Dirigida por Michael Apted y estrenada en 1983, está basada en la novela homónima de Martin Cruz Smith.

## Argumento
Arkady Renko, un inspector de la policía de Moscú investiga un triple asesinato ocurrido en el parque Gorki de esa ciudad. A medida que avanza en sus averiguaciones se da cuenta de que nadie quiere hablar, ya que los asesinatos están relacionados con una conspiración que involucra a la KGB y a altos cargos policiales.